# Compañía del Noroeste

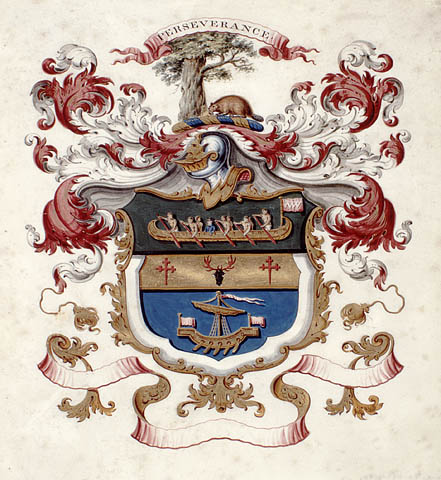
Escudo de armas de la North West Company

La Compañía del Noroeste (en inglés: North West Company; NWC) fue una empresa que comerciaba pieles que estuvo operativa entre 1779 y 1821 y cuya sede principal se encontraba en Montreal. Los Nor'Westers, como eran conocidos, compitieron con éxito creciente con la Compañía de la Bahía de Hudson en lo que se convertiría en el oeste de Canadá. Las tensiones entre ambas compañías crecieron a partir de varias disputas de poca importancia, que amenazaron con convertirse en conflictos más graves. La solución del gobierno británico fue una forzada fusión entre ambas entidades en 1821, desapareciendo como tal la NWC.
En 1987, los puestos comerciales septentrionales de la Compañía de la Bahía de Hudson se vendieron a un consorcio de empleados que revivieron el nombre de The North West Company en 1990.

## Antes de la Compañía
Después de que los franceses desembarcaran en Quebec en 1608, los coureurs des bois se fueron dispersando y ampliando sus actividades del comercio de pieles en la Nueva Francia hasta construir un imperio en la cuenca del río San Lorenzo. Los franceses compitieron con los neerlandeses (desde 1614) y con los ingleses en Nueva York (1664) y también en la bahía de Hudson (1670). A diferencia de los franceses que viajaban y recorrían el interior en busca de pieles y para comerciar con los nativos, los ingleses se limitaron a establecer puestos comerciales en la bahía de Hudson desde donde solamente comerciaban. Ya en 1731 La Vérendrye llevó el comercio al oeste más allá de la región del lago Winnipeg. Después de la guerra franco-india (1754-1763), que terminó con la conquista de Canadá en 1763, la gestión del comercio de pieles pasó a manos de los anglófonos. Estos comerciantes independientes conocidos como pedlars (buhoneros) comenzaron a fusionarse ya que la competencia entre ellos les costaba dinero y también debido a los altos costos que debían de afrontar para el equipamiento de canoas que viajasen hacia el lejano oeste. Además, debían de hacer frente al monopolio que ejercía la Compañía de la Bahía de Hudson, una compañía privilegiada fundada en 1670 que controlaba el comercio de pieles en las colonias británicas de América del Norte en lo que se conoce como la Tierra de Rupert.

## Inicios

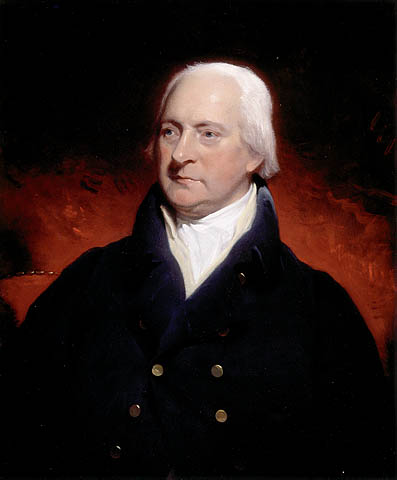
Simon McTavish (arriba) dominó la compañía hasta su muerte en 1804. Su sobrino William McGilivray dirigió hasta la fusión de 1821.

Aparecen referencias históricas a la Compañía del Noroeste ya en 1770, con la participación de los comerciantes con sede en Montreal Benjamin Frobisher, Isaac Todd, Alexander Henry el viejo y otros, pero las historias oficiales indican que la compañía era una organización de 16 acciones constituida en 1779. Durante los siguientes cuatro años, fue poco más que una asociación libre de unos pocos comerciantes de Montreal que discutían sobre cómo podrían romper el dominio que la Compañía de la Bahía de Hudson ejercía en el comercio de pieles. En el invierno de 1783 a 1784, la Compañía del Noroeste fue creada oficialmente como una asociación de largo plazo, con sus oficinas corporativas localizadas en Vaudreuil Street, en Montreal. Estaba liderada por los hombres de negocios Benjamin Frobisher, su hermano Joseph y por Simon McTavish, junto con otros socios inversores entre los que estaban Robert Grant, Nicholas Montour, Patrick Small, William Holmes y George McBeath.
En 1787 la Compañía del Noroeste se fusionó con una organización rival, Gregory, McLeod and Co., que agrupaba más socios capaces, como John Gregory, Alexander MacKenzie y su primo Roderick Mackenzie. En 1787 la Compañía consistía en veinte acciones, algunas en poder de los llamados agentes en Montreal, y otras en manos de los socios de invernada, que pasaban la temporada de comercio en el país de las pieles y supervisaban allí el comercio con los nativos. Los socios de invernada y los agentes de Montreal se reunían cada mes de julio en el almacén que la Compañía tenía en el Grand Portage en el lago Superior, que más tarde se trasladó a Fort William. La Compañía patrocinó importantes expediciones de exploración en busca de nuevas zonas de trampeo y comercio, como las dos importantes expediciones de Alexander Mackenzie: en 1789 logró descender el río Grand (que ahora se llama río Mackenzie) hasta alcanzar el océano Ártico, y en 1793 llegó por tierra, vía el río Peace, hasta el océano Pacífico. Otras exploraciones fueron realizadas por David Thompson, a partir de 1797, y más tarde por Simon Fraser. Estos hombres recorrieron los territorios salvajes de las montañas Rocallosas y todo el camino hasta el estrecho de Georgia en la costa del Pacífico.

## Acuerdo Frobisher-McTavish

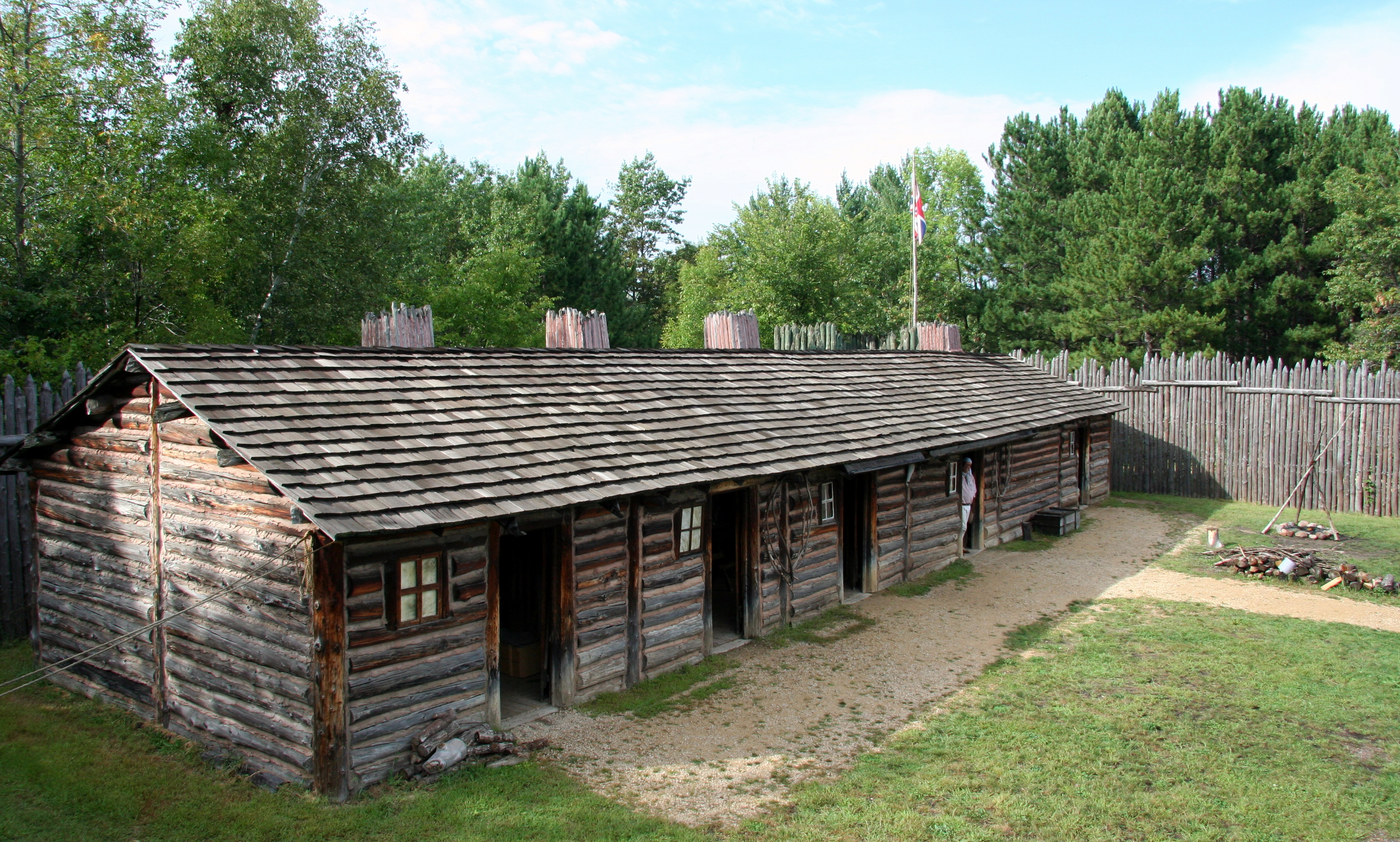
Reconstrucción del puesto de la NWC en Pine City (Minnesota)

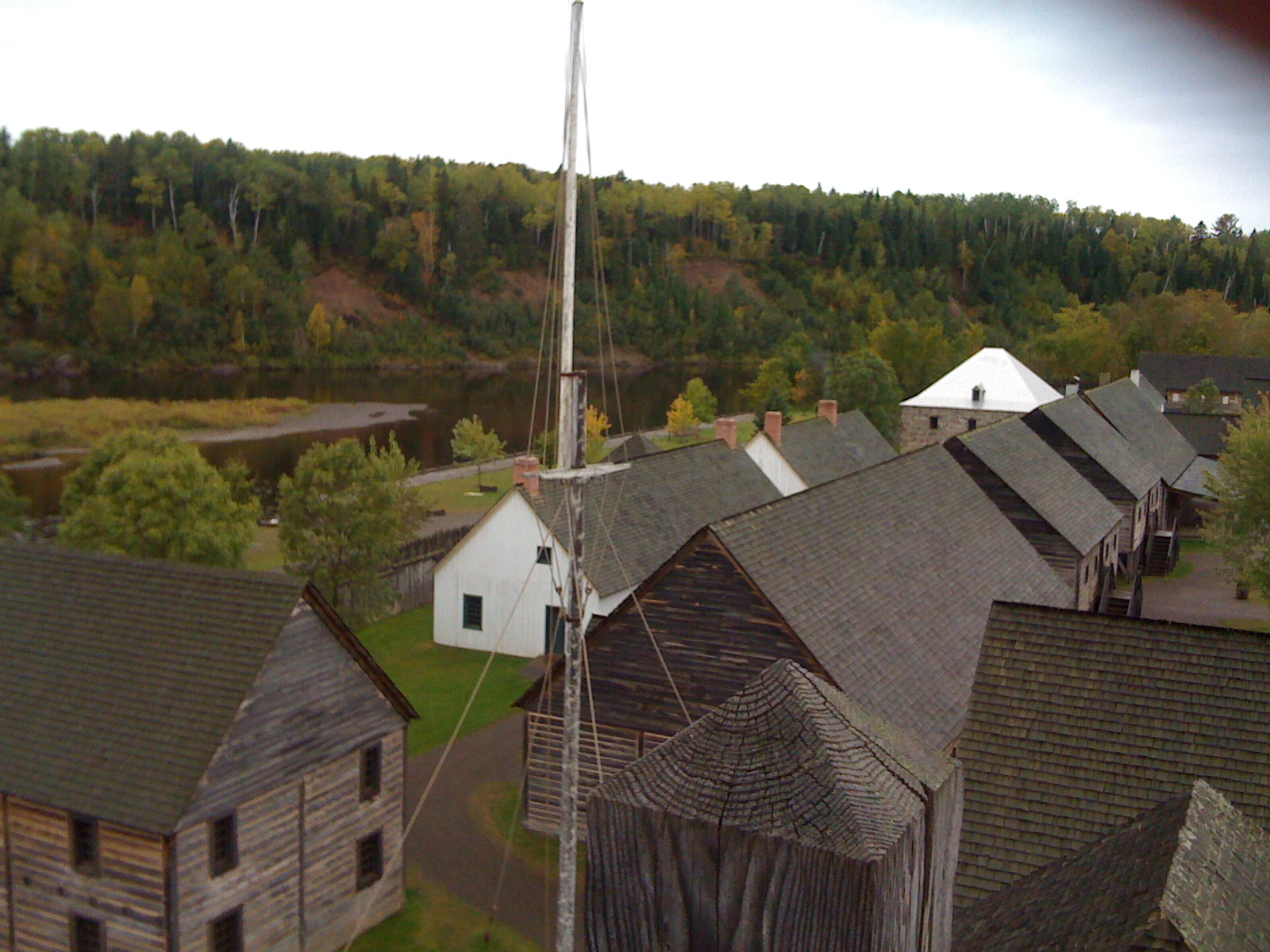
Vista del puesto de Fort William (Ontario)

La muerte de Benjamin Frobisher permitió que Simon McTavish tomase el control de la Compañía del Noroeste, tras hacer un trato con el hermano sobreviviente, Joseph Frobisher. La firma de McTavish, Frobisher and Company, fundada en noviembre de 1787, controlaba efectivamente once de las veinte acciones en circulación de la compañía. En ese momento la Compañía consistía en 23 socios, pero «su personal de agentes, factores, empleados, guías, intérpretes, los ahora conocidos como voyageurs, ascendían a 2000 personas». Además de Alexander Mackenzie, este grupo incluía a los estadounidenses Peter Pond y Alexander Henry el anciano. En 1795 y 1802 se produjeron otras reorganizaciones de la asociación y las acciones se subdividieron cada vez más para dar participación a nuevos socios de invernada.
La integración vertical de la Compañía se completó en 1792, cuando Simon McTavish y John Fraser formaron McTavish, Fraser and Company y establecieron una casa en Londres para suministrar bienes comerciales y comercializar las pieles. Aunque la organización y la capitalización de la Compañía del Noroeste procedía de los anglo-quebequenses, tanto Simon McTavish como Joseph Frobisher se habían casado con francocanadienses y dado entrada a numerosos francocanadienses en la Compañía que jugaron un papel clave en las operaciones tanto en el edificio, la gestión y participación en los diversos puestos comerciales repartidos por todo el país, además de integrarse como voyageurs participando en el comercio real con los nativos.
En el noroeste, la Compañía amplió su operaciones llegando a regiones tan al norte como el Gran Lago del Oso, y hacia el oeste más allá de las montañas Rocallosas. Durante varios años, trataron de vender pieles directamente a China usando barcos estadounidenses para evitar el monopolio de la British East India Company, pero consiguieron poco beneficio allí. La Compañía también se expandió por el estadounidense territorio del Noroeste. En 1796, para posicionarse mejor en un mercado cada vez más global donde la política desempeñaba un papel importante, la Compañía del Noroeste estableció brevemente una agencia en la ciudad de Nueva York.
A pesar de sus esfuerzos, la Compañía del Noroeste estaba en clara desventaja en la competencia por las pieles con la Compañía de la Bahía de Hudson, cuyos estatutos le daban un monopolio virtual en la Tierra de Rupert, la región desde donde llegaban las mejores pieles. La Compañía trató de persuadir al Parlamento británico para que modificase los acuerdos de explotación, o que al menos les permitiese que pudieran obtener los derechos de tránsito desde la bahía para enviar las mercancías al oeste necesarias para realizar el comercio de pieles. Se dice que Simon McTavish hizo una petición personal al primer ministro William Pitt, pero todas las solicitudes fueron rechazadas.
Unos años más tarde, sin merma del dominio de la Compañía de la Bahía de Hudson, McTavish y su grupo decidieron arriesgarse. Organizaron una expedición por tierra que partió desde Montreal hasta la bahía de James y una segunda expedición que la abastecería por mar. En septiembre de 1803, la partida terrestre se reunió con la nave de la Compañía en la isla Charlton, en lo que hoy es territorio de Nunavut. Allí reclamaron la región, habitada por los inuit, en nombre de la Compañía del Noroeste. Este valiente movimiento sorprendió a la Compañía de la Bahía de Hudson con la guardia baja. En los años siguientes se desquitó en lugar de llegar a un compromiso, que McTavish esperaba pudiera negociarse.

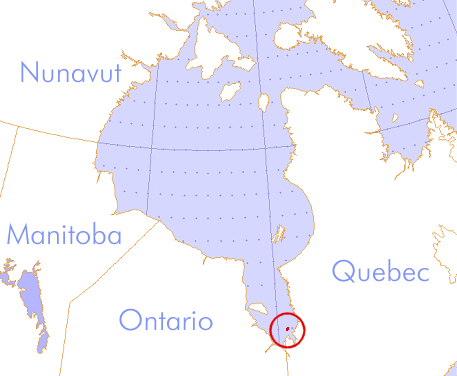
Isla Charlton

## Finales del siglo XVIII y principios del XIX
Simon McTavish llevó a varios miembros de su familia a la Compañía, aunque ese nepotismo se vio compensado por su aptitud. Su cuñado y, Charles Chaboillez, supervisó el comercio en el curso inferior del río Rojo del Norte. McTavish también contrató a varios primos y sobrinos William McGillivray y Duncan McGillivray para que aprendiesen el negocio. William McGillivray fue preparado por su tío para que le sucediera como director de la Compañía del Noroeste, y en 1796 estaba haciéndolo de manera eficaz, actuando como representante de los agentes de Montreal en las reuniones anuales del Grand Portage, y más tarde en Fort William.
McTavish era un agresivo empresario que pensaba que en el mundo de los negocios los poderosos estaban siempre dispuestos a aprovecharse de cualquier muestra de debilidad. Como tal, su ambición y posiciones fuertes causaron desacuerdos entre él y algunos de los accionistas, varios de los cuales finalmente dejaron la Compañía del Noroeste durante la década de 1790. Algunos de estos disidentes formaron su propia compañía, conocida extraoficialmente como la "Compañía XY" ("XY Company"), supuestamente por la marca que usaban en sus fardos de pieles. Su causa se fortaleció en gran medida en 1799, cuando Alexander Mackenzie, el antaño explorador y héroe de la Compañía del Noroeste, renunció a su antigua alianza y poco después se unió a ellos.
Hubo una intensa competencia entre las compañías rivales. Cuando el 6 de julio de 1804 murió Simon McTavish, el nuevo jefe William McGillivray se dispuso a poner fin a los cuatro años de rivalidad. Habían llegado al punto en que el maestro del puesto Compañía del Noroeste en el Gran Lago del Oso, había sido disparado por un empleado de la Compañía XY durante una riña. McGillivray tuvo éxito en la elaboración de un convenio con la Compañía XY en 1804 y se estableció que los antiguos socios de la Compañía del Noroeste mantuvieran el 75 por ciento de las acciones, y los antiguos socios de la compañía XY el restante 25 por ciento. Alexander Mackenzie fue excluido de la nueva sociedad conjunta.
Bajo Guillermo McGillivray, la Compañía continuó su expansión, y aparentemente con beneficios durante la primera década del siglo XIX. La competencia con la Compañía de la Bahía de Hudson fue intensa, sin embargo, y los márgenes de beneficio se estrecharon. La rama de la North West Company en la ciudad de Nueva York había permitido a los canadienses esquivar el monopolio de las naves de la British East India Company para el mercado chino. Los buques de carga propiedad de la Compañía del Noroeste navegaban convenientemente bajo bandera estadounidense, y al hacerlo así de manera continuada suponía su colaboración con John Jacob Astor.
Sin embargo, Astor era tan agresivo como lo había sido Simon McTavish . Una intensa rivalidad pronto desarrolló entre él y William McGillivray por el mercado oriental y la expansión al oeste al territorio sin reclamar en lo que hoy es la cuenca del río Columbia, en los actuales estados de Washington y Oregón.
La Pacific Fur Company de Astor venció a la Compañía del Noroeste en un esfuerzo para fundar un puesto cerca de la desembocadura del Columbia, Fort Astoria. El colapso en la población de nutrias marinas y la inminente posibilidad de la toma británica de Astoria durante la guerra de 1812 condujo a que Astor vendiese el puesto a la Compañía del Noroeste en 1813, lo que provocó una situación incómoda cuando el HMS Racoon y su capitán Black llegaron y pasaron por una ceremonia de posesión, a pesar de que la fortaleza ya era ostensiblemente una posesión británica. Debido a los acuerdos del tratado de Gante que requería la devolución de los bienes incautados, la propiedad putativa del sitio fue devuelta a los Estados Unidos en 1817, a pesar de que la fortaleza, rebautizada como Fort George por la Compañía del Noroeste, siguió funcionando hasta la toma de control de la Compañía de la Bahía de Hudson y la sustitución de Fort Astoria por Fort Vancouver.
El comercio de pieles canadiense comenzó a cambiar en 1806, después de que Napoleón Bonaparte ordenase el bloqueo del mar Báltico como parte de la lucha en curso entre Francia y Gran Bretaña por el dominio mundial. Los británicos dependían casi totalmente de la madera de los países bálticos y de New Hampshire y Massachusetts (que en esa época incluía Maine). Para entonces, sin embargo, las tensiones habían comenzado también a escalar de nuevo entre Gran Bretaña y Estados Unidos, y en 1809 el gobierno de los Estados Unidos aprobó la Ley de No Intercambio (Non-Intercourse Act), que trajo con eficacia sobre un cese casi total de los intercambios comerciales entre los dos países. Gran Bretaña se encontró entonces dependiendo totalmente de su colonia canadiense para sus necesidades de madera, sobre todo del gran pino blanco que utilizaba para los mástiles de los barcos. De la noche a la mañana, la madera y los productos de la madera sustituyeron a las pieles como principal exportación de Canadá. Las pieles siguieron siendo rentables, sin embargo, ya que tenía una valiosa relación por peso, y en una economía corta de dinero contante y sonante, la piel era utilizada de forma rutinaria por los comerciantes canadienses remitir valor a sus acreedores de Londres.

## Fusión forzada
En 1810 otra crisis golpeó la industria de la piel, esta vez provocada por la sobreexplotación de los animales, el castor en particular. La destrucción del puesto comercial de la Compañía del Noroeste en Sault Ste. Marie por los estadounidenses durante la guerra de 1812 fue un duro golpe también en un momento difícil. Todos estos eventos sólo intensificaron la competencia, y cuando Thomas Douglas convenció a sus compañeros accionistas en la Compañía de la Bahía de Hudson para que le concedieron la Concesión Selkirk eso precipitó una serie de acontecimientos que llevarían a la desaparición de la Compañía del Noroeste. La Proclamación Pemmican, la siguiente batalla de Seven Oaks en 1816, y su violencia, provocaron que Lord Selkirk detuviese a William McGillivray y a varios propietarios de la Noroeste Sociedad, apoderándose de sus bienes puesto de avanzada en Fort William y acusándolos de la responsabilidad por la muerte de veintiún personas en Seven Oaks. Aunque este asunto fue resuelto por las autoridades de Montreal, en los siguientes años algunos de los socios más ricos y capaces comenzaron a salir de la Compañía, temerosos de su viabilidad futura. La forma de nepotismo dentro de la Compañía también la había cambiado, de los estrictos valores de Simon McTavish a algo que ahora estaba dañando el negocio, tanto en sus costos como en la moral de los demás.
En 1820, la compañía estaba emitiendo moneda, cada moneda representando el valor de una piel de castor. Sin embargo, la existencia continuada de la Compañía del Noroeste estaba en duda, y los accionistas no tuvieron más remedio que aceptar una fusión con su odiado rival después de que Henry Bathurst, el Secretario de Estado para la Guerra y las Colonias, ordenase a ambas Compañías que cesaran en sus hostilidades. En julio de 1821, bajo más presión por parte del gobierno británico, que aprobó nuevas normas que regían el comercio de pieles en la Norteamérica británica, se firmó un acuerdo de fusión con la Compañía de la Bahía de Hudson, en el que el nombre de la North West Company desapareció después de más de cuarenta años de existencia. En el momento de la fusión, la Compañía fusionada contaba con 97 puestos comerciales que habían pertenecido a la Compañía del Noroeste y 76 pertenecientes a la Compañía de la Bahía de Hudson. George Simpson (1787–1860), el gobernador en jefe de la Compañía de la Bahía de Hudson en la Tierra de Rupert, convertido en el jefe canadiense de la división septentrional de la Compañía muy ampliada, llevó su sede a Lachine, un suburbio de Montreal.

## Revival
En 1987, los puestos comerciales septentrionales de la Compañía de la Bahía de Hudson se vendieron a un consorcio de empleados que revivieron el nombre de The North West Company en 1990. La nueva compañía es una cadena de tiendas de mercancías y comestibles con sede en la ciudad de Winnipeg, con tiendas en el norte de Canadá, Alaska, los territorios de EE. UU. del Pacífico y el Caribe. Su sede central se encuentra en la calle desde Forts Rouge, Garry y Gibraltar National Historic Site of Canada, el sitio de un antiguo puesto comercial de la Compañía del Noroeste.

## Cronología de la organización
La historia de la Compañía es compleja, pero es necesaria para no perder de vista quién estaba compitiendo con quién. Téngase en cuenta que la definición de socio no es del todo clara. Por ejemplo, después de que Duncan McDougall rindiese Fort Astoria se convirtió en socio de la NWC con una centésima de una acción.
- 1771: William Grant y varias más forman una asociación que llaman la "N. W. Société".

- 1775: Alexander Henry el viejo habló de un pool en el North Saskatchewan similar hasta 1779 (ver Fort Sturgeon).

- 1779: Compañía de 16 acciones: 2 acciones: Todd & McGill, B & J Frobisher, McGill & Patterson, McTavish & Co, Holmes & Grant, Wadden & Co, McBeath & Co; 1 acción: Ross & Co, Oakes & Co. Los tres primeros estaban muy estrechamente relacionados. Peter Pond era un socio de McBeath y Patrick Small de McTavish.

- 1784: McGill & Todd se escínde. Compañía de 16 acciones: 3 acciones: Simon McTavish, B & J Frobisher; 2 acciones: George McBeath, Robert Grant, Nicholas Montour, Patrick Small; 1 acción: Peter Pond, William Holmes. El acuerdo se realizó en enero y se confirmó que el verano cuando los invernantes llegaron a Grand Portage para la primera reunión.

- 1787: McTavish adquiere 1 de las 2 acciones de McBeath. Gregory & McLeod se une. Compañía de 20 acciones: 4 acciones: McTavish; 3 acciones: Joseph Frobisher; 2 acciones: Patrick Small, Nicholas Montour, Robert Grant; 1 acción: McBeath, Peter Pond, Holms; antiguos miembros de Gregory & McLeod con 1 acción cada uno: John Gregory, Norman McLeod, Peter Pangman, Alexander MacKenzie.

- 1788: Por fusión se crea McTavish, Frobisher & Co que controla la mitad de la NWC.

- 1790: Compañía de 20 acciones: 6 acciones: McTavish & Frobisher: 2 acciones: Montour, Robert Grant, Patrick Small, John Gregory, Peter Pangman, Alexander MacKenzie; 1 acción: sobrino de McTavish y Donald Sutherland.

- 1792: Ahora Compañía de 46 acciones. 20 acciones: McTavish, Frobisher & Co (con un nuevo socio John Gregory), 6 acciones: Alexander MacKenzie, 2 acciones: Todd, McGill & Co, Forsyth, Richardson & Co, Montour, Sutherland, Angus Shaw, 1 acción: Alexander Henry the elder & Alexander Henry the younger, Grant, Campion & Co, Robert y Cuthbert Grant, Roderick McKenzie y otros.

- 1796: Frobisher se retira.

- 1802: Se añaden 6 acciones para ser distribuidas entre empleados.

- 1804: Fallecimiento de McTavish, reemplazado por William McGillivray. Fusión con la XY Company.

- 1806: McTavish, Frobisher & Co se convierte en McTavish, McGillivrays & Co

- 1821: Fusión con la Hudson's Bay Company. Los antiguos propietarios de la NWC tienen la mitad del capital pero mantienen muy poco poder.

Algunas compañías directamente relacionadas con la Compañía del Noroeste y el comercio de la piel son las siguientes:
XY Company o formalmente la New North West Company (Nueva Compañía del Noroeste) y, a veces Alexander MacKenzie & Co: en 1798 se formó la XY Compañía alrededor de Forsyth, Richardson & Co, Parker, Gerrand & Ogilvy y John Mure de Quebec. En 1799 MacKenzie dejó la NWC y se fue a Inglaterra. El siguiente año compró acciones en XY y pronto se convirtió en jefe efectivo de la Compañía. Alexander Henry el joven era un socio de invernada de XY. Construyeron una serie de puestos cerca de los puestos de la NWC y HBC. El asesinato de un hombre de HBC por un hombre de la XY en Fort de l'Isle llevó a la Ley de la Jurisdicción Canadá que extendió el derecho de Quebec al oeste de Canadá. En 1804 se fusionó con la NWC, teniendo una participación del 25% en la compañía combinada.
The South West Company: fue un intento de asociación de 1811 entre McTavish, McGillivrays y John Jacob Astor para importar mercancías a través de Nueva York y acordar el comercio de los Grandes Lagos. Fue bloqueado en su mayoría por la Guerra de 1812, pero existieron remanentes hasta al menos 1820. Astor había estado tratando con la NWC ya desde alrededor de 1787.
McTavish, Fraser & Co: fue el agente en Londres de Simon McTavish, desde alrededor de 1790. John Fraser era su primo. Simon McGillivray trabajó allí y fue nombrado socio en 1805. Edward Ellice (comerciante), un hombre de gran influencia, estuvo involucrado.
Todd & McGill se formó en 1776, estuvo en la NWC en 1779, se separaron en 1784 y se reincorporó en 1792. Aparentemente querían concentrarse en el sur de los Grandes Lagos.
Gregory & McLeod se unieron en 1787. Emplearon a Alexander MacKenzie (explorador), Peter Pangman y John Ross.

## Personal de la Compañía
Además de los inversores no operativos, los titulares de los puestos, secretarios, intérpretes, exploradores y otros de los cerca de 2.500 empleados de la Compañía del Noroeste en 1799:
- Athabaska (Fort George, Fort McLeod, Fort St. James, Rocky Mountain Portage):
  - John Finlay (propietario), Simon Fraser, Alexander MacKenzie, Duncan Livingston, John Stuart, James Porter, John Thompson, James McDougall, G. F. Wintzel, John Heinbrucks;

- Upper English River:
  - Angus Shaw (propietario), Donald MacTavish (propietario), Alexander MacKay, Antoine Tourangeau, Joseph Cartier, Simon Réaume;

- Lower English River:
  - Alexander Fraser (propietario), John MacGillivray, Robert Henry, Louis Versailles, Charles Messier, Pierre Hurteau;

- Fort Dauphin:
  - A. N. McLeod (propietario), Hugh McGillis, Michel Allary, Alexander Farguson, Edward Harrison, Joseph Grenon, François Nolin, Nicholas Montour;

- Upper Fort des Prairies and Rocky Mountains:
  - Daniel Mackenzie (propietario), John MacDonald (propietario), James Hughes, Louis Châtellain, James King, François Décoigne, Pierre Charette, Pierre Jérôme, Baptiste Bruno, David Thompson, J. Duncan Campbell, Alexander Stewart, Jacques Raphael, Francois Deschamps;

- Lower Fort des Prairies:
  - Pierre Belleau, Baptiste Roy, J. B. Filande, Baptiste Larose;

- Upper Red River:
  - John Macdonell (propietario), George MacKay, J. Macdonell, Jr., Joseph Auger, Pierre Falcon, François Mallette, William Munro, André Poitvin;

- Lower Red River:
  - Charles Chaboillez (propietario), Alexander Henry the elder, J. B. Desmarais, Francois Coleret, Antoine Déjarlet, Louis Giboche;

- Lago Winipic:
  - William MacKay (propietario), John Cameron, Donald MacIntosh, Benjamin Frobisher, Jacques Dupont, Joseph Laurent, Gabriel Attina, Francois Amoit;

- Nipigon
  - Duncan Cameron (propietario), Ronald Cameron, Dugald Cameron, Jacques Adhémar, Jean-Baptiste Chevalier, Allen MacFarlane, Jean-Baptiste Pominville, Frederick Shults;

- Pic:
  - J. B. Perrault, Augustin Roy;

- Michipicoten y la Bahía:
  - Lemaire St-Germain, Baptiste St-Germain, Léon Chênier

- Sault Ste. Marie and Sloop "Otter":
  - John Burns, John Bennet, John Johnston;

- Sur del lago Superior:
  - Michel Cadotte (partner), Simeon Charrette, Charles Gauthier, Pierre Baillarge;
  - Francois Malhiot,[11] clerk in charge at Lac du Flambeau

- Fond du Lac:
  - John Sayer (propietario), J. B. Cadotte, Charles Bousquet, Jean Coton, Ignace Chênier, Joseph Réaume, Eustache Roussin, Vincent Roy;

- Lac La Pluie:
  - Peter Grant (propietario), Arch. MacLellan, Charles Latour, Michel Machard;

- Grand Portage:
  - Doctor Munro, Charles Hesse, Zacharie Clouthier, Antoine Colin, Jacques Vandreil, François Boileau, Mr. Bruce.